# Xenotoca eiseni
Xenotoca eiseni är en fiskart som först beskrevs av Rutter, 1896.  Xenotoca eiseni ingår i släktet Xenotoca och familjen Goodeidae. Inga underarter finns listade i Catalogue of Life.

## Bildgalleri

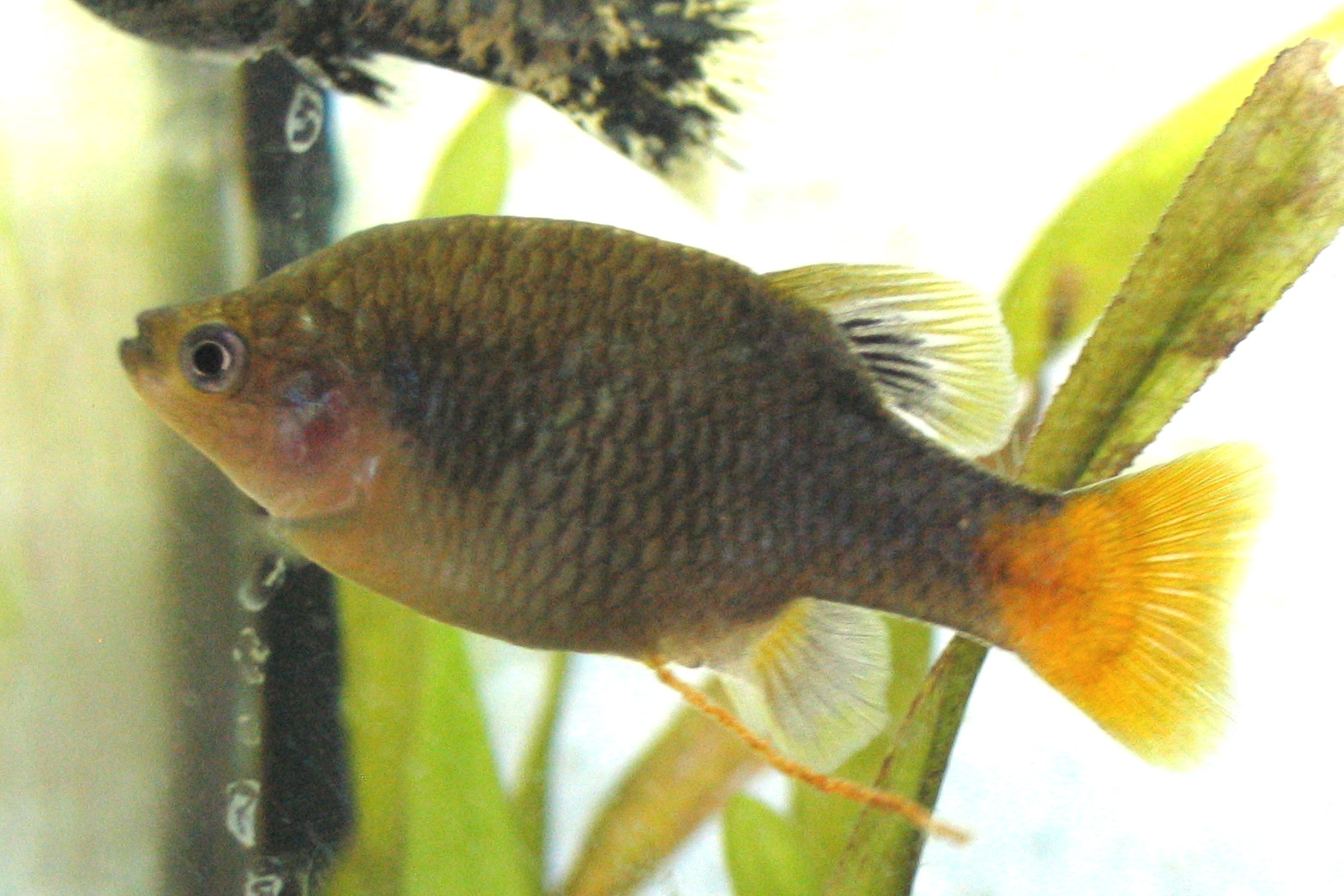